# Hantes
La Hantes ou Hante est une rivière de Belgique et de France, affluent de la Sambre faisant partie du bassin versant de la Meuse. Elle prend naissance à la ferme d'Hurtau à Froidchapelle, traverse l'extrémité est du département du Nord (Reugnies – hameau de Cousolre – et Bousignies-sur-Roc) et rentre en Belgique où elle conflue dans la Sambre, à Labuissière dans la commune de Merbes-le-Château.

## Parcours
Prenant naissance à Froidchapelle, la rivière traverse les villages de Fourbechies, Renlies et Solre-Saint-Géry pour arriver à Beaumont. À la sortie de Beaumont elle traverse Leval-Chaudeville avant de passer en France où elle arrose les villages de Reugnies et Bousignies-sur-Roc avant de rentrer en Belgique à Montignies-Saint-Christophe passant sous l'antique 'Pont Roman' (communément appelé Pont Romain). Remontant vers le nord elle passe à l'ouest de Hantes-Wiheries et se jette dans la Sambre en amont de Labuissière.
Sa pente moyenne est de 3,6 %. Son bassin versant en France est de 15 km2.

## Débit

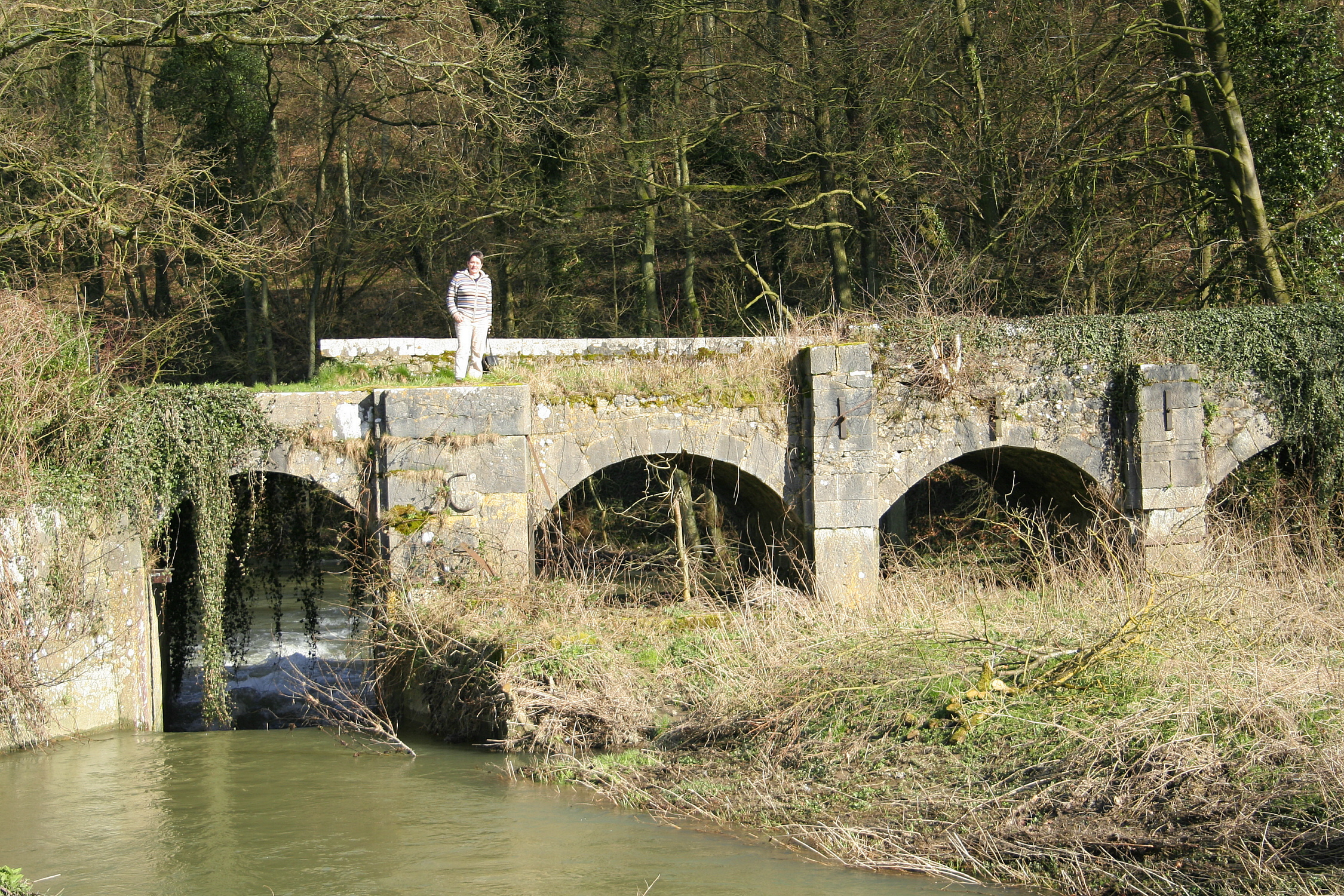
Le vieux pont sur la Hantes à Solre-Saint-Géry.

Le débit moyen de la rivière mesuré à Labuissière, en Belgique, entre 1992 et 2001 est de 1,8 m3/s. Durant la même période on a enregistré :
- Un débit annuel moyen maximal de 2,6 m3/s en 2001.
- Un débit annuel moyen minimal de 1,0 m3/s en 1996[3].